# Piano 17
Piano 17 è un film del 2005 diretto dai Manetti Bros.

## Trama
Marco Mancini deve intrufolarsi nell'ufficio di un dirigente, al 17º piano di un palazzo direzionale, per distruggere dei documenti. Mentre sale travestito da uomo delle pulizie, a causa di eventi imprevisti nell'ascensore salgono Violetta, bella e spregiudicata segretaria del dirigente, e Meroni, un giovanotto timido e imbranato, segretamente innamorato di lei. Il piano però rischia di fallire a causa di un blocco dell'ascensore che potrebbe uccidere i tre: Mancini infatti ha con sé una bomba innescata, che esploderà allo scadere del timer. Mentre i tre rimangono intrappolati nell'ascensore, si susseguono dei flashback sugli episodi avvenuti prima dell'operazione.

## Produzione
Piano 17 riunisce il cast tecnico e artistico della serie televisiva L'ispettore Coliandro. La regia del film è dei Manetti Bros., i quali firmano anche la sceneggiatura assieme a Giampaolo Morelli. Tra gli interpreti principali, oltre a Morelli, ci sono Giuseppe Soleri, Enrico Silvestrin e Antonino Iuorio (personaggio ricorrente dell'Ispettore Coliandro). Le musiche sono invece di Pivio e Aldo De Scalzi.
Oltre alla partecipazione di Massimo Ghini, nel film ci sono anche i camei di Valerio Mastandrea e del regista Enzo G. Castellari.

## Riconoscimenti
- 2005 - Noir in Festival
  - Premio del pubblico